# Otto Truchsess de Waldburg

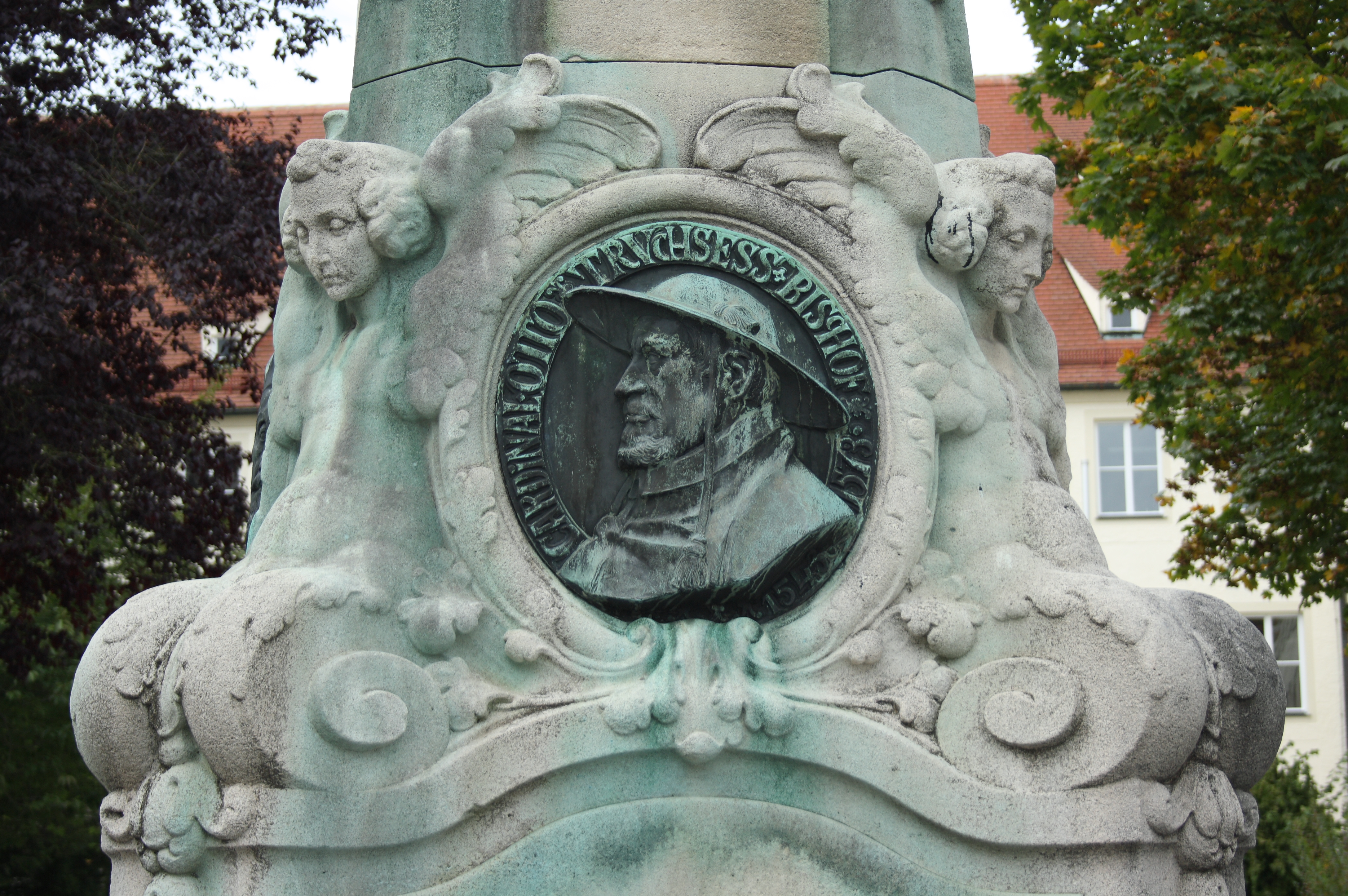
Bajorrelieve del cardenal situado en el colegio Saint-Jérôme de Dillingen

Otto Truchsess de Waldbourg, nacido el 25 de febrero de 1514 en Scheer, Suabia, murió el 2 de abril de 1573 en Roma, fue un teólogo católico que fue obispo de Augsburgo de 1543 a 1573 y cardenal-obispo de Palestrina .

## Biografía
Nacido en el castillo de Scheer, Suabia, estudió en las universidades de Tubinga, Padua, Pavía y Bolonia, donde se doctoró en teología . Recibió varios canonicatos en Trento, Speyer y Augsburgo . Fue nombrado consejero imperial en 1541, fue nombrado chambelán del Papa durante una embajada en Roma.
El 10 de mayo fue elegido obispo de Augsburgo y un año después el papa Pablo III lo nombró cardenal con el título de cardenal-sacerdote de Santa Balbina, tras ayudar a calmar una disputa entre el emperador y el Papa.
Participó en los cónclaves de 1549-1550 y 1555. Junto al teólogo el jesuita saboyano Claude Le Jay , el cardenal Truchsess von Waldburg desempeñó un papel notable en el Concilio de Trento, sobre todo porque la mayoría de los obispos del Sacro Imperio Romano Germánico estuvieron ausentes. Con Le Jay (que enseñó durante cuatro años en la Universidad de Ingolstadt), ayudó a evitar formulaciones doctrinales que ofendieran las sensibilidades en el Sacro Imperio Romano, ya fuertemente marcado por el espíritu de la Reforma protestante.
Contribuyó al desarrollo de textos relativos a la música sacra; es el dedicatario de la primera colección de motetes publicada por Tomás Luis de Victoria. También se sabe que fue contrario a la Paz de Augsburgo .
Para mejorar la formación de los sacerdotes en su diócesis y luchar contra el progreso del protestantismo, fundó en su ciudad el colegio Saint-Jérôme que más tarde se convirtió en la Universidad de Dillingen, seminario y colegio fueron posteriormente confiados a los jesuitas (1564). Amplió el castillo de Dillingen, residencia de los príncipes obispos de Augsburgo .
Desde 1568 vivió en Roma, donde murió cinco años después. Su tumba se encuentra en la Iglesia de la Asunción en Dillingen.